# 1. Arrondissement (Marseille)

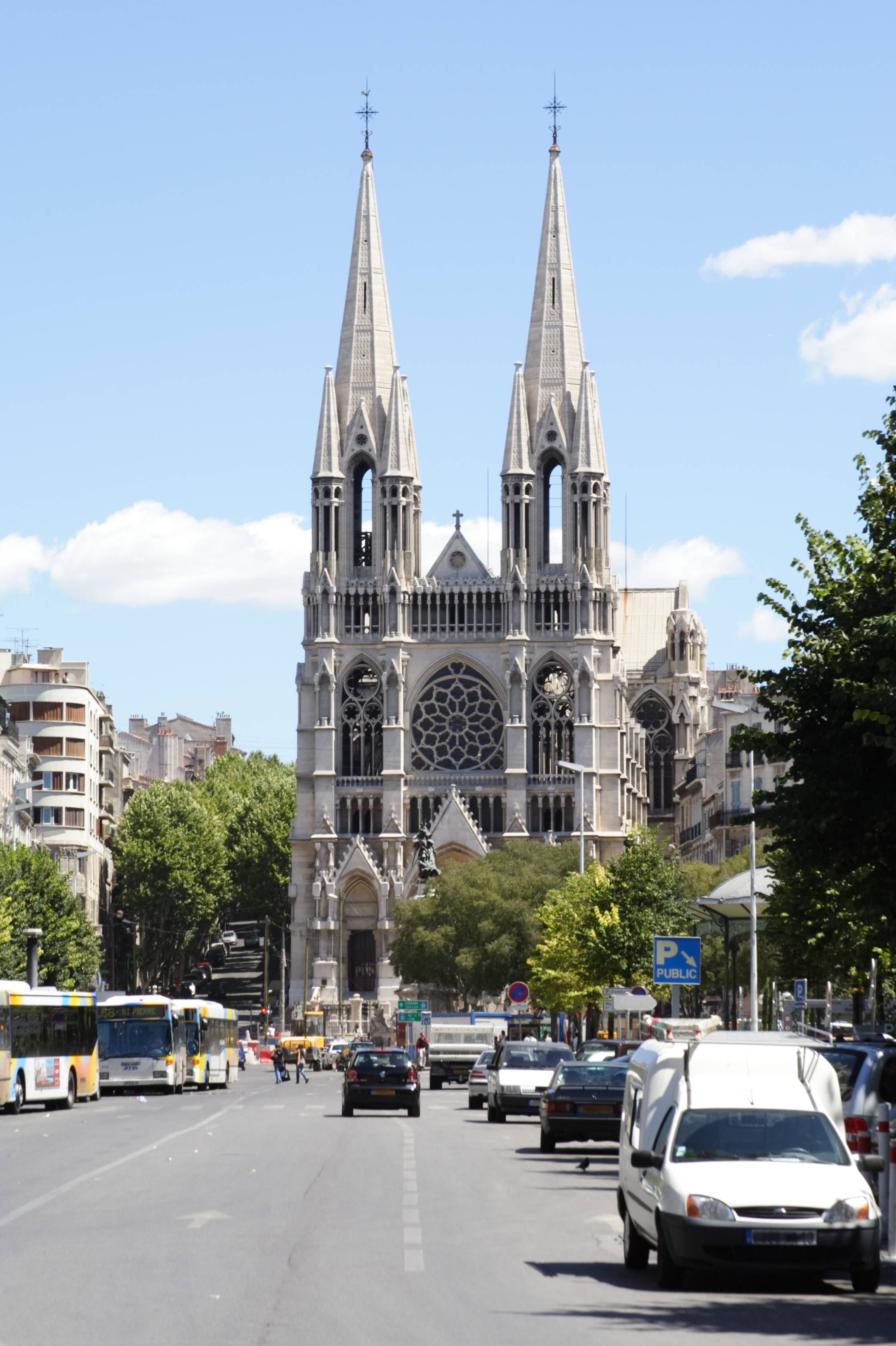
Die Kirche St-Vincent-de-Paul oder Église des Réformés

Das 1. Arrondissement ist ein Arrondissement (Stadtbezirk) der südfranzösischen Stadt Marseille. 2008 lebten hier 40.606 Menschen.
Es liegt in der Innenstadt Marseilles. Im Osten grenzt es ans 4. und 5. Arrondissement, im Norden ans 3. Arrondissement, im Westen ans 2. und 7. Arrondissement und im Süden ans 6. Arrondissement.
Das Arrondissement unterteilt sich in sechs Stadtviertel:
- Belsunce
- Le Chapitre
- Noailles
- Opéra
- Saint-Charles
- Thiers

## Bauwerke
- Kirchen La Trinité (Marseille), St-Pie-X (Marseille)

## Einwohnerentwicklung
| Jahr      | 1968  | 1975  | 1982  | 1990  | 1999  | 2008  |
| Einwohner | 51419 | 46247 | 44673 | 35524 | 37388 | 40606 |